# Jorge Arturo Ojeda
Jorge Arturo Ojeda (Ciudad de México, 18 de abril de 1943-24 de mayo de 2024) fue un escritor y periodista mexicano.

## Biografía
Comenzó su carrera durante los años 1960, cuando ingresó a la carrera de Letras Españolas en la Facultad de Filosofía y Letras de la Universidad Nacional Autónoma de México Entre 1965 y 1966, fue becario del Centro Mexicano de Escritores y director de la revista Méster (1965-1966), ligada al taller literario de Juan José Arreola. Hacia finales de la década, salió del país para cursar una maestría en literatura alemana en la República Federal Alemana (1969-1971).
Como periodista o literato, colaboró en diversos medios impresos, como Diálogos, la Revista de Bellas Artes, Plural, El Nacional, Excélsior, El Sol de México, El Heraldo de México, El Día, Unomásuno y Siempre!. Fue profesor de literatura en la Universidad Autónoma Metropolitana y el Instituto Politécnico Nacional.

## Publicaciones selectas

### Cuento
- Don Archibaldo (1969)
- Personas fatales (1975)
- Censo de sueños (1988)

### Ensayo
- La lucha con el ángel (1969)
- La tierra y el cielo de Troya (1974)
- La cabeza rota (1983)

### Novela
- Antes del alba (1965)
- Como la ciega mariposa (1967)
- Muchacho solo (1978)
- Octavio (1982)
- El padre eterno (1984)
- Piedra caliente (1995)
- Abominación (2001)